# Caslano
Caslano is een gemeente en plaats in het Zwitserse kanton Ticino, en maakt deel uit van het district Lugano, gelegen ten zuidwesten van Lugano in het zogenaamde Malcantone.
Aantal inwoners:
| jaar | aantal inwoners op 1 januari |
| ---- | ---------------------------- |
| 1981 | 2201                         |
| 1991 | 3046                         |
| 2001 | 3584                         |
| 2011 | 3988                         |
| 2021 | 4327                         |

Het oude historische centrum ligt mooi aan een van de bochten van het meer van Lugano.
Het dorp leeft, behalve van het toerisme, ook van de lichte industrie zoals b.v. chocoladefabriek Alprose (mét chocolade-museum) en schoenenfabrikant Bally.